# 2S5 기아친트-S

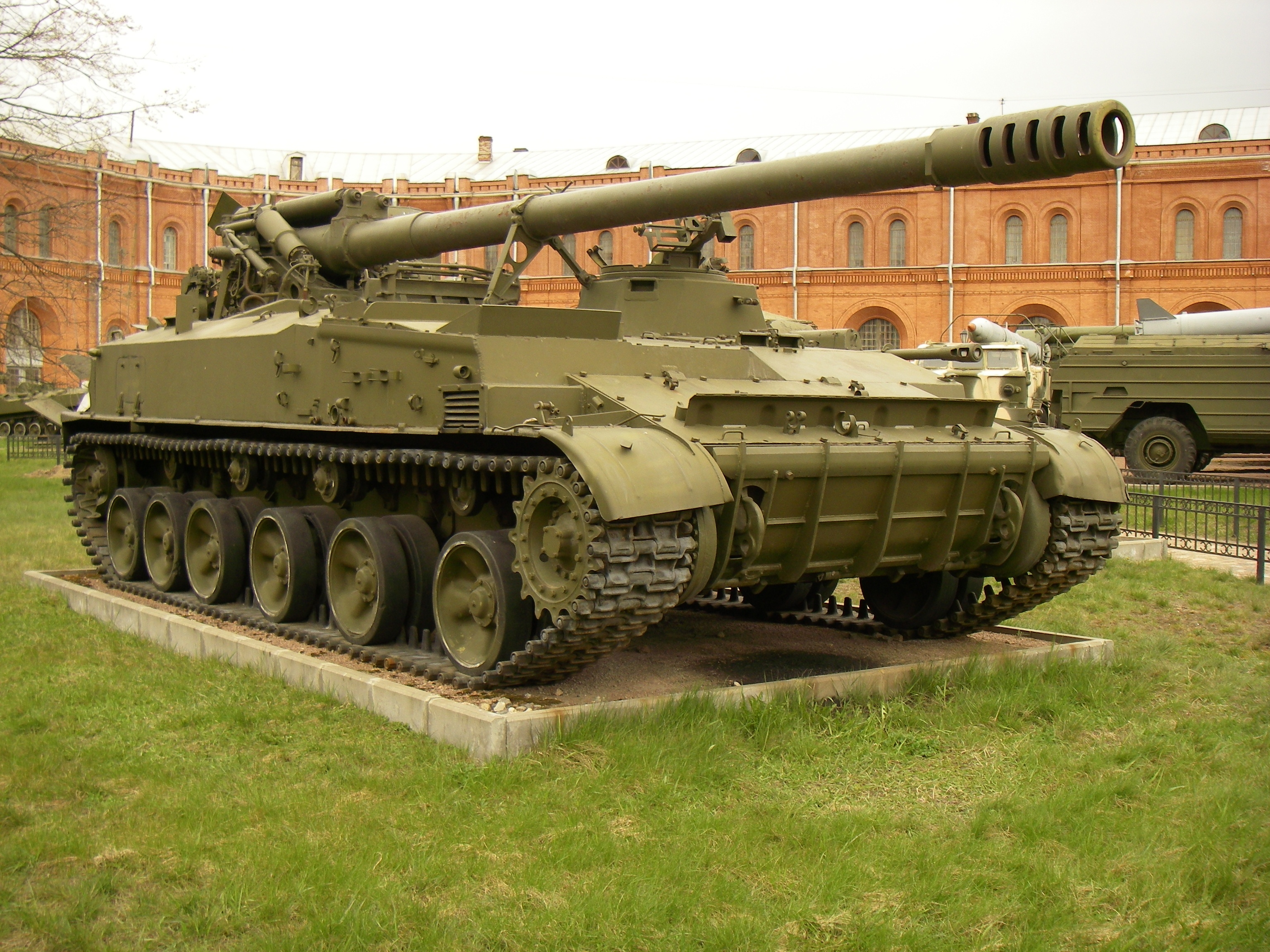

2S5는 소련의 자주포이다. 미국이 M109 자주포를 개량하여 양산하자, 이에 대응하기 위해 2S3의 성능을 개량했지만, 성능의 차이가 거의 없다. 1970년대 후반부터 양산된 냉전의 산물 중 하나이며, 화학탄을 발사할 수 있다.

## 성능
- 무장: 152mm 곡사포
- 부무장: PKT 7.62mm 기관총
- 발사속도: 분당 5~6발
- 사거리: 28.4km~33km(사거리 연장탄)
- 승무원: 4~5명
- 최대속도: 62km/h
- 탄약적재: 54발
- 운용국: 러시아 육군 - 700문

## 같이 보기
- 2S7
- 2S3
- 2S1